# Publius Claudius Pulcher (consul in 249 v.Chr.)
Publius Claudius Pulcher (van de gens Claudia) was een Romeins generaal. Hij was de zoon van de beroemde Romeinse politicus Appius Claudius Caecus. Hij was de eerste uit de Claudii familie om de bijnaam "Pulcher" ("de Schone").
Hij was aedilis curulis in 253 v.Chr. en consul in 249. Als consul kreeg hij het bevel over de Romeinse vloot tijdens de Eerste Punische Oorlog. Hij verloor de Slag bij Drepana tegen de Carthagers, naar verluidt omdat hij slechte voortekenen negeerde, toen enkele kippen weigerden te eten. Volgens Suetonius en Cicero gooide Claudius hen in zee, ut biberent, quando esse nollent ("zodat zij drinken, wanneer ze niet willen eten"). Hij werd teruggeroepen naar Rome en bevolen om een dictator aan te wijzen; zijn nominatie van zijn ondergeschikte Marcus Claudius Glicia werd verworpen. Hij werd veroordeeld voor incompetentie en zondigheid en kreeg een boete. Hij stierf snel daarna, mogelijk door zelfmoord.